# Weltmeisterschaften im Bogenschießen 1987
Die Weltmeisterschaften im Bogenschießen 1987 wurden vom 24. bis 28. März in Adelaide, Australien ausgetragen.

## Ergebnisse Recurvebogen
| Disziplin         | Gold                                                                 | Silber                                                               | Bronze                                                                     |
| ----------------- | -------------------------------------------------------------------- | -------------------------------------------------------------------- | -------------------------------------------------------------------------- |
| Männer Einzel     | Wladimir Jeschejew                                                   | Andreas Lippoldt                                                     | Jay Barrs                                                                  |
| Frauen Einzel     | Ma Xiangjun                                                          | Wang Hee-kyung                                                       | Yao Yawen                                                                  |
| Männer Mannschaft | BR Deutschland Andreas Lippoldt Bernd Schröppel Detlef Kahlert       | Vereinigte Staaten Jay Barrs Darrell Pace Lonny King Harold Rush     | China Duan Hongjun Ru Guang Cao Jiong Liang Quizhong                       |
| Frauen Mannschaft | Sowjetunion Ljudmyla Arschannikowa Jelena Marfel Sebinisso Rustamowa | Südkorea Yang Kyung-soon Park Jung-am Park Young-sook Jeong Jae-bong | Frankreich Nathalie Hibon Catherine Pellen Nadine Saurin Marie-Josée Bazin |

## Medaillenspiegel
| Platz  | Land               | Gold | Silber | Bronze | Gesamt |
| ------ | ------------------ | ---- | ------ | ------ | ------ |
| 1      | Sowjetunion        | 2    | –      | –      | 2      |
| 2      | Deutschland        | 1    | 1      | –      | 2      |
| 3      | China              | 1    | –      | 2      | 3      |
| 4      | Südkorea           | –    | 2      | –      | 2      |
| 5      | Vereinigte Staaten | –    | 1      | 1      | 2      |
| 6      | Frankreich         | –    | –      | 1      | 1      |
| Gesamt | Gesamt             | 4    | 4      | 4      | 12     |